# 松井美路子
松井 美路子（まつい みちこ、1973年7月29日 - ）は、日本のソプラノ歌手。声楽家。オペラシンガー。二期会会員。京都府出身。
実家は、享保11年（1726年）創業の京都府京都市左京区吉田河原町にある松井酒造。

## ディスコグラフィー
ソロアルバム「The Letter〜時を超えた想い〜」